# Pipe-let
Pipelet, ou Pipe-let, é uma ópera com libreto escrito por Machado de Assis e música de Ermanno Wolf-Ferrari. Era baseada em Os Mistérios de Paris de Eugène Sue. Machado escreveu para divulgá-la:
"Abre-se segunda-feira, a Ópera Nacional com o Pipelet, ópera em actos, música de Ferrari, e poesia do Sr. Machado de Assis, meu íntimo amigo, meu alter ego, a quem tenho muito affecto, mas sobre quem não posso dar opinião nenhuma."
A ópera não recebeu projeção, tampouco agradou crítica ou público. Gioacchino Giannini, que dirigiu a orquestra, sentiu-se contrariado com os músicos e escreveu num artigo: "Não falaremos do desempenho de Pipelet. Isso seria enfadonho, horrível e espantoso para quem o viu tão regularmente no Teatro de São Pedro."